# Potlatch
Potlatch är en traditionell offerfest för flera av ursprungsbefolkningen i nordvästra USA och Kanada (Seattle och norrut in i British Columbia), där social status manifesteras genom gåvor av värdefull egendom. Ordet kommer från nootka-språkets patshatl som betyder "givande", utifrån föreställningen att "ju mer man ger, desto rikare blir man".
Potlatch är även titeln på en tidskrift som utgavs av de franska lettristerna i Paris på 1950-talet, där man refererade till denna gåvoekonomi som ett utopiskt ideal för hela samhället.